# Џеј Спиринг
Џеј Френсис Спиринг (енгл. Jay Spearing) је енглески фудбалер који тренутно игра за Блекпул. Био је капитен тима Ливерпула узраста до 18. година, који је освојила омладински ФА куп 2007. године. Такође је био члан тима који је освојио Премијер лигу резерви у сезони 2007/2008. Има ћерку која је рођена у јесен 2011. године.

## Каријера

### Ливерпул
Спиринг је први пут заиграо у такмичарској утакмици за први тим децембра 2008. у Лиги шампиона против ПСВ-а. Прву уткамицу у неком енглеском такмичењу је одиграо септембра 2009. и то у Лига купу против Лидса.
Током сезоне 2010/2011 је често добијао шансу да игра за први тим, током које је одиграо низ добрих партија. Због тога је у мају 2011. награђен новим уговором. На почетку сезоне 2011/2012 није имао толико прилика за игру, највише због долазака Џордана Хендерсона и Чарлија Адама, који су играчи средине терена. Међутим, због повреде Лукаса Леиве у децембру 2011. добио је шансу да нешто чешће игра за први тим.

### Болтон
Последњег дана летњег прелазног рока 2012. одлази на позајмицу у Болтон вондерерсе; у овом клубу ће се задржати све до 2017. године и наступиће за тај тим на 160 утакмица.